# گلن هوگ
گلن هوگ بازیکن سابق و مربی فعلی والیبال کانادایی‌ها است که از سال ۲۰۱۸ سرمربی تیم ملی والیبال مردان کانادا است.